# Stockön
Stockön är en ö i Finland. Den ligger i Bottenviken och i kommunen Larsmo i den ekonomiska regionen  Jakobstadsregionen i landskapet Österbotten, i den nordvästra delen av landet. Ön ligger omkring 100 kilometer nordöst om Vasa och omkring 430 kilometer norr om Helsingfors.
Öns area är 2,08 kvadratkilometer och dess största längd är 2,4 kilometer i nord-sydlig riktning. På norra sidan av Stockö finns en ca. 4,5 km lång vandringsled. Leden har blivit röjd och utmärkt av lokala villabor, men är tillgänglig för allmänheten. En boj finns ankrad invid leden på öns norra sida för att underlätta för båtförare att ta i land. 